# Campeonato Africano de Atletismo de 2016 - 20 km marcha atlética masculina
A prova da marcha atlética masculina do Campeonato Africano de Atletismo de 2016 foi disputada no dia 26 de junho pelas ruas de Durban,  na África do Sul. Participaram da prova 14 atletas sendo que 12 concluíram a prova. 

## Recordes
Antes desta competição, os recordes mundiais e do campeonato nesta prova eram os seguintes:
|                       | Nome            | Nacionalidade | Tempo      | Local            | Data                |
| --------------------- | --------------- | ------------- | ---------- | ---------------- | ------------------- |
| Recorde mundial       | Yūsuke Suzuki   | Japão         | 1h 16m 36s | Nomi             | 15 de março de 2015 |
| Recorde do campeonato | Hassanine Sebei | Tunísia       | 1h 20m 36s | Nairóbi          | 1 de agosto de 2010 |
| Recorde africano      | Hatem Ghoula    | Tunísia       | 1h 19m 02s | Eisenhüttenstadt | 10 de maio de 1997  |

Os seguintes recordes foram estabelecidos durante esta competição:
| Data        | Evento | Atleta                | Nacionalidade | Tempo      | Notas                 |
| ----------- | ------ | --------------------- | ------------- | ---------- | --------------------- |
| 26 de junho | Final  | Samuel Ireri Gathimba | Quênia        | 1h 19m 24s | Recorde do campeonato |

## Medalhistas
| Ouro                        | Prata                 | Bronze                |
| Samuel Ireri Gathimba (KEN) | Hassanine Sebei (TUN) | Lebogang Shange (RSA) |

## Cronograma
Todos os horários são locais (UTC+2). 
| Data        | Hora  | Evento |
| ----------- | ----- | ------ |
| 26 de junho | 07:15 | Final  |

## Resultado final
| Posição           | Atleta                | Nacionalidade   | Tempo   | Notas |
| ----------------- | --------------------- | --------------- | ------- | ----- |
| Medalha de ouro   | Samuel Ireri Gathimba | Quênia          | 1:19:24 | ,     |
| Medalha de prata  | Hassanine Sebei       | Tunísia         | 1:20:51 |       |
| Medalha de bronze | Lebogang Shange       | África do Sul   | 1:21:41 |       |
| 4                 | Wayne Snyman          | África do Sul   | 1:22:20 |       |
| 5                 | Simon Wachira         | Quênia          | 1:23:26 |       |
| 6                 | Hatem Ghoula          | Tunísia         | 1:25:54 |       |
| 7                 | Mohamed Ameur         | Argélia         | 1:26:17 |       |
| 8                 | Mohamed Saleh         | Egito           | 1:26:23 |       |
| 9                 | Hichem Medjeber       | Argélia         | 1:27:39 |       |
| 10                | Yohanis Algaw         | Etiópia         | 1:27:52 |       |
| 11                | Jérome Caprice        | Ilhas Maurícias | 1:34:00 |       |
| 12                | Marc Mundell          | África do Sul   | 1:44:55 |       |
| 13                | Birara Alem           | Etiópia         | DSQ     |       |
| 14                | Yonas Ayele           | Etiópia         | DNS     |       |

Legenda
| Recorde mundial       | Recorde mundial (World record)               |                       | Recorde africano                      | Recorde africano (African) |                                           | Q | Classificado por posição (Qualified) |
| Recorde do campeonato | Recorde do campeonato (Championship record)  | Recorde da América    | Recorde da América (Americas)         | q                          | Classificado por melhor tempo (Qualified) |   |                                      |
| Melhor marca do ano   | Melhor marca do ano (World leading)          | Recorde asiático      | Recorde asiático (Asian)              | DNS                        | Não largou (Did not start)                |   |                                      |
| Recorde nacional      | Recorde nacional (National record)           | Recorde europeu       | Recorde europeu (European)            | DNF                        | Não terminou (Did not finish)             |   |                                      |
| Recorde pessoal       | Recorde pessoal do atleta (Personal best)    | Recorde da Oceania    | Recorde da Oceania (Oceania)          | DSQ / DQ                   | Desclassificado (Disqualified)            |   |                                      |
| Recorde da temporada  | Recorde da temporada do atleta (Season best) | Recorde sul-americano | Recorde sul-americano (South America) | NM                         | Sem marca (No mark)                       |   |                                      |